# Rattus exulans
Il ratto del Pacifico o ratto polinesiano (Rattus exulans  Peale, 1848; in māori: kiore, tahitiano: ‘iore, hawaiano: ʻiole) è un roditore della famiglia dei Muridi diffuso nell'Ecozona orientale e in quella australasiana.

## Descrizione

### Dimensioni
Roditore di piccole dimensioni, con la lunghezza della testa e del corpo tra 100 e 140 mm, la lunghezza della coda tra 108 e 159 mm, la lunghezza del piede tra 20 e 28 mm, la lunghezza delle orecchie tra 16 e 19 mm e un peso fino a 100 g.

### Aspetto
La pelliccia è ruvida e particolarmente spinosa. Le parti dorsali variano dal bruno-grigiastro delle forme continentali al bruno-rossiccio delle forme insulari mentre le parti ventrali sono bianche. La linea di demarcazione lungo i fianchi è netta. Il dorso delle zampe anteriori è ricoperto da peli brunastri, mentre quello dei piedi è ricoperto da peli bianchi. Le vibrisse sono molto lunghe. La coda è molto più lunga della testa e del corpo, è uniformemente marrone ed è rivestita da 13-18 anelli di scaglie per centimetro. Le femmine hanno due paia di mammelle pettorali e due paia inguinali. Il cariotipo è 2n=42 FN=58-60.

## Biologia

### Comportamento
È una specie arboricola. Si arrampica su piccoli alberi, nell'erba alta e dentro le case. Costruisce nidi di erba nei prati a circa 20 cm dal suolo o nelle soffitte.

### Alimentazione
Si nutre di parti vegetali e di invertebrati.

### Riproduzione
Danno alla luce 1-10 piccoli alla volta fino a 13 volte l'anno, dopo una gestazione di 19-21 giorni. Vengono svezzati dopo 2-4 settimane. Diventano sessualmente maturi a 2 - 3 mesi di vita. L'aspettativa di vita in natura è di circa un anno, mentre in cattività è di 15 mesi.

## Distribuzione e habitat
Questa specie è ampiamente diffusa in Asia orientale e nell'Oceania, dal Bangladesh orientale, attraverso l'Indocina fino alle isole Yongxing, nel Mar Cinese Meridionale, Taiwan, Isole Ryukyu, Sumatra, Borneo, Giava, Isole Mentawai, Enggano, Nias, Simeulue, Isola di Natale, Sulawesi, isole Filippine, isole Molucche, Piccole Isole della Sonda, Nuova Guinea, isole di Adele e Murray, lungo le coste nord-occidentali e nord-orientali dell'Australia, Nuova Zelanda, Micronesia, Polinesia, Hawaii e Isola di Pasqua. Nella maggior parte delle isole dell'Oceania è stato introdotto intenzionalmente o involontariamente o probabilmente ha attraversato l'oceano su grossi tronchi di alberi od altri relitti galleggianti alla deriva.
Vive in diversi tipi di habitat, dai prati alle boscaglie e le foreste con adeguata disponibilità di cibo e rifugi fino a 1.000 metri di altitudine.

## Conservazione[4]
La IUCN Red List, considerato il vasto areale, la tolleranza ad una varietà di habitat e la popolazione presumibilmente numerosa, classifica R.exulans come specie a rischio minimo (Least Concern).